# 美國國家跨部門消防中心
美國國家跨部門消防中心（英語：National Interagency Fire Center，NIFC）位於美國愛達荷州波伊，成立於1965年，當時名為波伊跨部門消防中心；1993年更名。該中心為美國的實體設施。
該中心與國家消防和航空執行委員會 （NFAEB）密切合作，並且是其下屬機構，該委員會為美國消防機構提供統一指導。創建國家消防和航空執行委員會是為了實施《聯邦荒地火災管理法》政策。國家消防和航空執行委員會成立了聯邦消防政策指令工作組，負責與州機構協調以實施合作協議。
該中心的主要任務是對美國荒地消防資源進行複雜的跨機構協調。儘管最初成立是為了管理美國西部各州的消防資源，但該中心現在被指定為“一切風險”之協調中心，為美國應對洪水、颶風和地震等其他緊急情況提供支援；因此，它也有助於提高美國的防災水平。